# Iskander Mirza
Iskander Mirza (in urdu اسکندر مرزا; Murshidabad, 13 novembre 1899 – Londra, 13 novembre 1969) è stato un politico e militare pakistano.

## Biografia
È stato il primo Presidente del Pakistan dopo l'indipendenza del Paese, rimanendo in carica dal marzo 1956 all'ottobre 1958.
Già dall'agosto 1955 al marzo 1956 aveva ricoperto la carica di Governatore generale del Pakistan.
Dall'ottobre 1954 all'agosto 1955 è stato Ministro dell'interno come membro del Governo guidato da Muhammad Ali Bogra.
Dal marzo 1950 al marzo 1953 è stato Governatore del Bengala orientale.
Inoltre, dall'ottobre 1947 al maggio 1954, è stato Segretario della difesa del Pakistan.
Morì il giorno del suo 70º compleanno.